# مارکوس تکسیرا
مارکوس تکسیرا (انگلیسی: Marcão؛ زادهٔ ۵ ژوئن ۱۹۹۶) بازیکن فوتبال اهل برزیل است که در پست مدافع میانی برای باشگاه سویا در لا لیگا بازی می‌کند.